# Project Almanac
Project Almanac (anteriormente Almanac, Welcome to Yesterday y también conocida como Cinema One) es una película de ciencia ficción, dirigida por Dean Israelite y escrita por Jason Harry Pagan y Andrew Deutschman. La película es protagonizada por Jonny Weston, Sofia Black-D'Elia, Amy Landecker, Allen Evangelista, Virginia Gardner y Sam Lerner. Fue estrenada el 30 de enero de 2015.

## Trama
David Raskin es un estudiante que trata de entrar al MIT (Massachusetts Institute of Technology). Para ello, debe crear un experimento de prueba para poder mandarlo en video como demostración, siendo ayudado por sus mejores amigos Quinn y Adam y su hermana Christina. Días después, a David le confirman la aceptación al MIT. Como solo le dan una parte de la beca, su madre pone en venta la casa para ayudarlo, a lo cual David se niega. Un día, buscando en el ático entre las cosas de su difunto padre, un inventor, encuentra una grabación de su séptimo cumpleaños pero ve algo extraño, por lo que llama a Quinn y Adam y les enseña la grabación. Ven que David está en el vídeo, lo cual los pone a investigar la razón por la que aparece. Unos días más tarde, mientras unen las pistas de la grabación, encuentran un interruptor el cual les indica que es del sótano. Bajan y descubren un laboratorio secreto del padre de David, donde descubren una caja que se veía en la grabación de vídeo. Ven los planos y se dan cuenta de que se trata de una máquina del tiempo. David, Adam, Quinn y Chris se ponen a investigar. Tras varios días de duro trabajo en una fiesta de un chico del colegio, David le dice a Jessie (de quien está enamorado) que deje su auto (un Toyota Prius, el cual es capaz de autorregenerar la energía de su batería) en la casa de él, pero aprovecha la energía del auto para probar la máquina, en lo que está a punto de funcionar aparece Jessie la cual queda confundida después de que la máquina funcione. Al día siguiente Jessie les pregunta qué fue lo que ocurrió y le dicen que crearon una máquina del tiempo. Como no les cree, David le enseña la grabación y ella entonces le cree. Varios días después deciden probarlo con ellos y viajan un día al pasado. Para comprobar que estén en el pasado van a la casa de Quinn y este mismo empieza a hacer dibujos en el cuerpo de su yo pasado pero empieza a despertarse y Quinn empieza a desaparecer por lo que tienen que salir corriendo, y vuelven al lugar donde llegaron perseguidos por un perro. El grupo comienza a usar la máquina del tiempo para ayudar a Quinn a aprobar su examen y hacer que una chica del colegio deje de hacerle bullying a Chris. Después de estos viajes ponen reglas, como nunca viajar solos. Un día deciden usar la máquina para ganar la lotería, tras lo cual Quinn se compra un auto lujoso mientras que Chris se compra mucha ropa.
A la semana aparece con carros de comida y se hacen populares. David le dice a sus amigas que al rato se vean en cierto lugar, todos llegan y le pregunta qué pasa y les dice que les tiene una sorpresa. Aparecen en el festival musical Lollapalooza y se divierten todo el día. En cierto momento David y Jessie se van a un muro donde las personas dicen qué harían si viniese el fin del mundo. Jessie dice: «Antes del fin del mundo me tengo que enamorar». En ese momento Jessie quiere ser besada por David pero, como no lo hace, ella se enoja y se va. Los chicos vuelven al presente y después de clases van a la casa de David, cuando Jessie está a punto de irse, David le dice que quiere hablar con ella, él le dice que en el Lollapalooza tuvieron un momento especial, lo cual Jessie niega.
En la noche, David decide romper la regla de no viajar solo y vuelve al Lollapalloza en el momento en que Jessie (del pasado) dice: «Antes del fin del mundo me tengo que enamorar». David la besa y regresa al presente a su casa, empieza a llamar a Jessie y en ese momento aparece en toallas, por lo que David se pone nervioso y le pregunta si tuvieron relaciones y si la vio desnuda, a lo que ella le responde que sí. Pasan la noche juntos y David se va a su casa. En ese momento su madre va saliendo para una entrevista a lo cual se queda confundido porque ella ya había conseguido trabajo. Se van al colegio con Jessie, a los segundos de bajarse pasa donde un grupo de chicos, que le dicen que la fiesta estuvo genial. David se queda extrañado, entran al colegio y ven pasar a la estrella del equipo de baloncesto, que empieza a comportarse extraño. Le dice a Jessie que se va a volver porque se olvidó su libro. Jessie se va y pasa un maestro con una caja a lo que David le pregunta a dónde va, el maestro le dice que no se haga el gracioso. A los pocos segundos pasa la chica popular llorando. David le pregunta por qué está llorando, ella le responde que no se meta en lo que no le importa.
David empieza a sospechar de que cambió algo para mal. Quinn, Adam y Chris le llaman para enseñarle que ha habido muchos robos e incendios, y el avión en el que viajaba el padre de la chica popular se estrelló ya que su hermano Justin se había roto la pierna y no había podido ir al partido. David vuelve a la primera vez que la máquina funcionó para evitar que Justin sea atropellado y lo logra. Cuando vuelve al presente revisa que todo esté bien y efectivamente es así pero lo que sabe es que Adam está en el hospital y lo va a visitar. Habla con Quinn sobre cómo sucedió, le dice que solo se sabe que fue después del partido, David empieza volverse un poco loco y David se va a su casa y en lo que está a punto de volver aparece Jessie, por lo que viajan juntos. Empiezan a discutir sobre como David está afectando a todos, se abrazan y se perdonan pero aparece la Jessie del pasado y tanto Jessie del pasado como Jessie del presente desaparecen, David, desesperado, vuelve y se encuentra con Quinn en su casa le dice que lo comprenda en ese momento llega la policía y David escapa hacia el colegio para conseguir más hidrógeno, cuando va a viajar llegan los policías pero estos son lanzados al aire y David aparece en 2004. Va a su casa y es ahí donde aparece en la grabación y baja al sótano donde se encuentra a su padre y empiezan a platicar sobre la máquina y cómo le puede ayudar. El padre de David se va y él se queda solo pensando y destruye los planos de la máquina, siendo borrado. Sin embargo, la cámara con todos los acontecimientos, incluso la fabricación de la máquina, se quedó existente. Aparece la escena del ático pero esta vez con dos cámaras, la escena siguiente es el colegio donde intercambió los bultos equivocados con Jessie, David se le acerca y le dice: «Sé que creerás que estoy loco pero vamos a cambiar el mundo». Esto prueba que todos los eventos de la grabación volvieron a ocurrir, excepto el evento en el que David viaja a 2004.

## Elenco
- Jonny Weston como David Raskin.[1]
- Sofia Black-D'Elia como Jessie.[1]
- Sam Lerner como Quinn Goldberg.
- Allen Evangelista como Adam.
- Virginia Gardner como Christina Raskin.
- Amy Landecker como Kathy Raskin.[2]
- Michelle DeFraites como Sarah Nathan.
- Patrick Johnson como Todd.
- Gary Grubbs como Dr. Lu
- Katie Garfield como Liv.
- Succias Gordon como la succia

## Producción
La filmación empezó en junio de 2013 en Atlanta (Georgia).

## Lanzamiento
El 5 de febrero de 2014, Paramount Pictures pospuso la fecha de lanzamiento al 28 de febrero de 2014 a una fecha desconocida. El 24 de marzo de 2014 se supo que la película se titularía Project Almanac, y sería estrenada el 30 de enero de 2015.

## Recepción
La película recibió críticas mixtas de parte de la crítica y la audiencia. En el portal de internet Rotten Tomatoes, la película posee una aprobación de 35%, basada en 84 reseñas, con una puntuación de 4.7/10 por parte de la crítica y con un consenso que dice «Project Almanac no es que no tenga ingenio u originalidad, pero su débil historia e irritante trabajo de cámara encontrada últimamente la hace difícil de recomendar», mientras que de parte de la audiencia tiene una aprobación de 45%.
La página Metacritic le ha dado a la película una puntuación de 47 de 100, basada en 25 críticas, indicando "reseñas mixtas".
Las audiencias de CinemaScore le han dado una puntuación de "B" en una escala de A+ a F, mientras que en el sitio IMDb los usuarios le han dado una puntuación de 6.4/10, sobre la base de más de 58 000 votos.